# Tony Sbarbaro
Anthony Sbarbaro (New Orleans, 27 juni 1897 - Queens, 30 oktober 1969) was een Amerikaanse jazzdrummer van de dixieland.

## Biografie
Sbarbaro werd geboren in New Orleans, Louisiana in een Siciliaanse immigrantenfamilie. In het begin van zijn carrière speelde hij met de Frayle Brothers Band (mogelijk al in 1911) en de Reliance Band van Papa Jack Laine. Hij deed nevenwerk met Merritt Brunies en Carl Randall. Hij sloot zich aan bij de Original Dixieland Jazz Band voor hun eerste opnamen in 1917 en werd de leider in 1925. Hij bleef lid van het ensemble tot de ontbinding in de jaren 1960, als enige oprichter van de band op dat moment. Sbarbaro componeerde ook voor de band en schreef onder andere het deuntje Mourning Blues. Hij bleef het grootste deel van zijn leven een vaste waarde in de dixieland-jazzuitvoeringen en speelde later in New Orleans met Miff Mole, Big Chief Moore, Pee Wee Erwin en Eddie Condon. Hij speelde op de New York World's Fair in 1941 en met Connee Boswell in de jaren 1950. Hij verliet de muziek in de jaren 1960 vanwege de populariteit van rock-'n-roll. 
Tony Sbarbaro speelde bij Ernest Giardina en George Brunies en was van 1915 tot 1925 lid van de Original Dixieland Jass Band in Chicago en weer bij haar nieuwe formatie voor plaatopnamen tijdens de jaren 1935 en 1943. Hij was ook betrokken bij opnamen van Eddie Condon en Phil Napoleon. Daarna speelde hij onder andere met Miff Mole, Phil Napoleon, Katherine Dunham, Russell Moore, Tony Parenti en Pee Wee Erwin (van 1954 tot 1959) en nam hij op met Max Kaminsky en Eddie Condon. Hij speelde ook kazoo.

## Overlijden
Tony Sbarbaro overleed in oktober 1969 op 72-jarige leeftijd.